# Família real dos Países Baixos

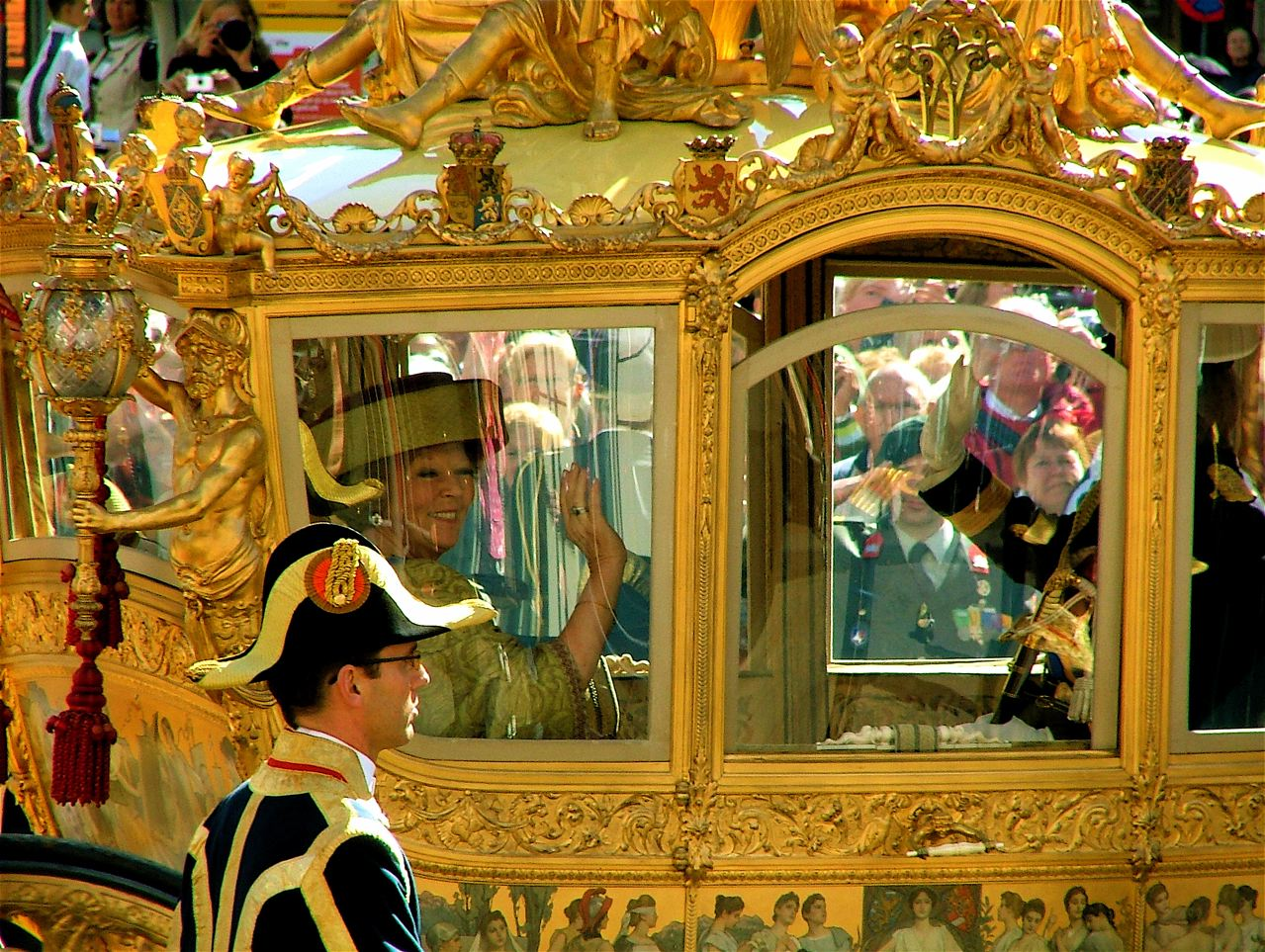
A rainha Beatriz num acto oficial no ano de 2007

Os Países Baixos constituem uma monarquia constitucional independente desde 16 de março de 1815 e tem como soberana a Casa de Orange-Nassau. O atual monarca é o rei Guilherme Alexandre, aclamado em 30 de abril de 2013 - após a abdicação de sua mãe, a rainha Beatriz. Como monarca constitucional, tem suas funções, direitos e deveres determinados pela Constituição dos Países Baixos.

## Membros
Membros da família real neerlandesa:
- SM o rei Guilherme Alexandre
SM a rainha Máxima (esposa de Guilherme Alexandre)
  - SAR a princesa Catarina Amália, Princesa de Orange
  - SAR a princesa Alexia
  - SAR a princesa Ariana

SAR a princesa Beatriz (mãe de Guilherme Alexandre) 
- SAR a princesa Mabel (viúva do príncipe Friso)
  - Condessa Luana
  - Condessa Zaria
- SAR o príncipe Constantino
SAR a princesa Laurentina
  - Condessa Eloisa
  - Conde Claus-Casimiro
  - Condessa Leonor

SAR a princesa Irene (tia de Guilherme Alexandre)
- SAR o príncipe Carlos, Duque de Parma
SAR a princesa Anamaria, Duquesa de Parma
- SAR a princesa Margarita, Condessa de Colorno
Tjalling ten Cate
- SAR o príncipe Jaime, Conde de Bardi
SAR a princesa  Vitória, Condessa de Bardi
- SAR a princesa Carolina, Marquesa de Sala
Alberto Brenninkmeijer

SAR a princesa Margarida (tia de Guilherme Alexandre)
Professor Pedro van Vollenhoven, Jr.
- SA o príncipe Maurício
SA a princesa Maria-Helena
- SA o príncipe Bernardo
SA a princesa Anete
- SA o príncipe Pedro-Cristiano
SA a princesa Anita
- SA o príncipe Floris
Sa a princesa Aimée

Família da princesa Cristina, falecida tia de Guilherme Alexandre:
- Bernardo Guillermo
Eva Guillermo
- Nicolau Guillermo
- Juliana Guillermo

## Membros colaterais
Filhos do príncipe Carlos, Duque de Parma, primo de Guilherme Alexandre:
- SAR o príncipe Hugo de Bourbon de Parma (ilegítimo)
- SAR a princesa Luísa, Marquesa de Castell'Arquato
- SAR a princesa Cecília, Condessa de Berceto
- SAR o príncipe Carlos, Príncipe de Placência

Filhos do príncipe Jaime, Conde de Bardi, primo de Guilherme Alexandre:
- SAR a princesa Zita de Bourbon-Parma
- SAR a princesa Glória de Bourbon-Parma

Filhos da princesa Margarida, Condessa de Colorno, prima de Guilherme Alexandre:
- Júlia ten Cate
- Paola ten Cate

Família da princesa Carolina, Marquesa de Sala, prima de Guilherme Alexandre:
- Alaïa-Maria Brenninkmeijer
- Xavier Brenninkmeijer

Filhos do príncipe Maurício, primo de Guilherme Alexandre:
- Anastásia van Lippe-Biesterfeld van Vollenhoven
- Lucas van Lippe-Biesterfeld van Vollenhoven
- Felícia van Lippe-Biesterfeld van Vollenhoven

Filhos do príncipe Bernardo, primo de Guilherme Alexandre:
- Isabel van Vollenhoven
- Samuel van Vollenhoven
- Benjamin van Vollenhoven

Filhos do príncipe Pedro-Cristiano, primo de Guilherme Alexandre:
- Ema van Vollenhoven
- Pedro van Vollenhoven

Filhos do príncipe Floris, primo de Guilherme Alexandre:
- Magali van Vollenhoven
- Eliane van Vollenhoven

Filhos de Bernardo Guillermo, primo de Guilherme Alexandre:
- Isabel Guillermo
- Juliano Guillermo

## Membros falecidos
- SAR o príncipe consorte Claus (pai do rei, morto em 2002)
- SAR a princesa Juliana (avó do rei, morta em 2004)
- SAR o príncipe Bernardo (avô do rei, morto em 2004)
- SAR o príncipe Carlos Hugo, Duque de Parma (ex-marido da princesa Irene e tio do rei, morto em 2010)
- SAR o príncipe Friso (irmão do rei, morto em 2013)
- SAR a princesa Cristina (tia do rei, morta em 2019)

## Ex-membros
- Edwin de Roy van Zuydewijn (primeiro marido da princesa Margarida, Condessa de Colorno, prima do rei)
- Jorge Pérez y Guillermo (ex-marido da princesa Cristina, falecida tia do rei)

## Família real neerlandesa desde o seu início
- SM o rei Guilherme I (1772-1843)
  -  SM o rei Guilherme II (1792-1849)
    -  SM o rei Guilherme III (1817-1890)
      - SAR o príncipe Guilherme, Príncipe de Orange (1840-1879)
      - SAR o príncipe Maurício (1843-1850)
      - SAR o príncipe Alexandre, Príncipe de Orange (1851-1884)
      -  SM a rainha Guilhermina (1880-1962)
        -  SM a rainha Juliana (1909-2004)
          -  SM a rainha Beatriz (1938-)
            -  SM o rei Guilherme Alexandre (1967-)
              - SAR a princesa Catarina Amália, Princesa de Orange (2003-)
              - SAR a princesa Alexia (2005-)
              - SAR a princesa Ariana (2007-)

            - SAR o príncipe Friso (1968-2013)
              - Condessa Luana (2005-)
              - Condessa Zaria (2006-)

            - SAR o príncipe Constantino (1969-)
              - Condessa Eloisa (2002-)
              - Conde Claus-Casimiro (2004-)
              - Condessa Leonor (2006-)

          - SAR a princesa Irene, Duquesa de Parma (1939-)
          - SAR a princesa Margarida, Sra. van Vollenhoven (1943-)
            - SA o príncipe Mauricio (1968-)
            - SA o príncipe Bernardo (1969-)
            - SA o príncipe Pedro-Cristiano (1972-)
            - SA o príncipe Floris (1975-)

          - SAR a princesa Cristina, Sra. Guillermo (1947-2019)

    - SAR o príncipe Alexandre (1818-1848)
    - SAR o príncipe Henrique (1820-1879)
    - SAR o príncipe Ernesto Casimiro (1822-1822)
    - SAR a grã-duquesa Sofia de Saxe-Weimar-Eisenach (1824-1897)

  - SAR o príncipe Frederico (1797-1881)
    - SM a rainha Luísa da Suécia e Noruega (1828-1871)
    - SAR o príncipe Guilherme Frederico (1833-1834)
    - SAR o príncipe Frederico Nicolau (1836-1846)
    - SAR a princesa Maria, Princesa de Wied (1841-1910)

  - SAR a princesa Mariana, Princesa Alberto da Prússia (1810-1883)